# Protivec (Strunkovice nad Blanicí)
Protivec je malá vesnice, část městyse Strunkovice nad Blanicí v okrese Prachatice v Jihočeském kraji. Ves, rozložená kolem protáhlé svažité návsi nad pravým břehem Zlatého potoka, se nachází asi 2,5 kilometru východně od Strunkovic nad Blanicí. Je zde evidováno 39 adres. Trvale zde žije 69 obyvatel.
Protivec je také název katastrálního území o rozloze 2,93 km².

## Historie

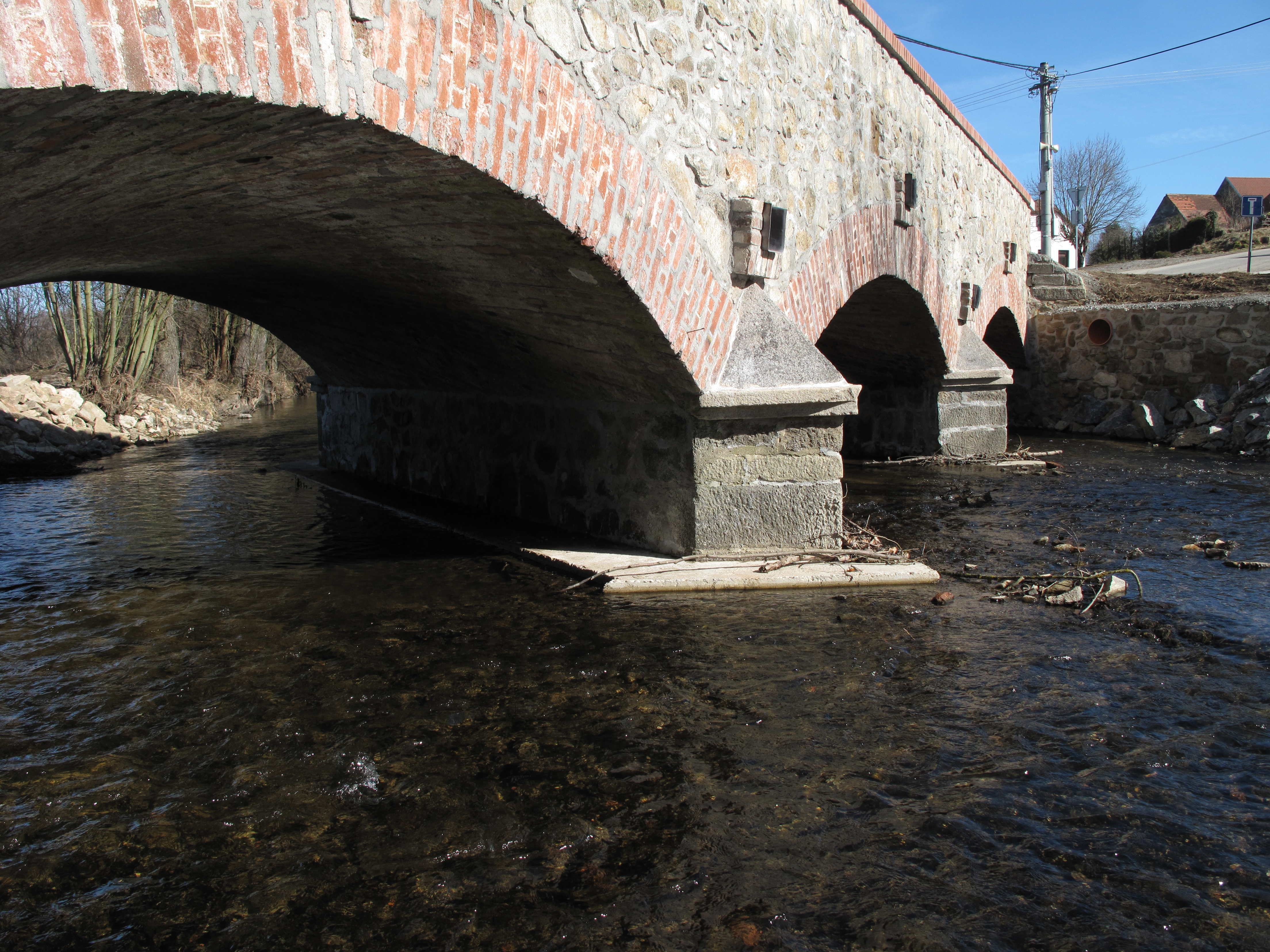
Most přes Zlatý potok

První písemná zmínka o vesnici pochází z roku 1377.

## Obyvatelstvo
| Rok            | 1869 | 1880 | 1890 | 1900 | 1910 | 1921 | 1930 | 1950 | 1961 | 1970 | 1980 | 1991 | 2001 | 2011 | 2021 |
| -------------- | ---- | ---- | ---- | ---- | ---- | ---- | ---- | ---- | ---- | ---- | ---- | ---- | ---- | ---- | ---- |
| Počet obyvatel | 280  | 278  | 267  | 198  | 213  | 220  | 209  | 132  | 131  | 100  | 65   | 67   | 62   | 44   | 69   |
| Počet domů     | 44   | 45   | 46   | 43   | 43   | 44   | 43   | 45   | 37   | 34   | 27   | 37   | 38   | 38   | 39   |

## Obecní správa
Při sčítání lidu v letech 1850–1962 Protivec byl samostatnou obcí v okrese Prachatice. Od roku 1963 je částí městyse Strunkovice nad Blanicí v okrese Prachatice.

## Pamětihodnosti
- Sýpka čp. 29, na návsi
- Výklenková kaplička svatého Linharta, u mostu
- Výklenkový kaplička, na rozcestí
- Silniční most přes Zlatý potok
- Inundační most